# Hampton (Iowa)
Hampton – miasto w Stanach Zjednoczonych, w stanie Iowa, siedziba hrabstwa Franklin. W 2000 liczyło 4 218 mieszkańców.